# Paul N. Rylander
Paul Nels Rylander (* 28. Mai 1920; † 27. April 2000 in Lakehurst, New Jersey) war ein US-amerikanischer Chemiker.
Rylander studierte Chemieingenieurwesen an der Johns Hopkins University mit dem Bachelor-Abschluss und wurde an der Indiana University promoviert. Als Post-Doktorand war er an der Harvard University und an der University of Rochester. Von 1956 bis 1972 leitete er die Abteilung Organische Reaktionen bei Engelhard Industries in Murray Hill, New Jersey.
Er befasste sich mit Metallorganischer Katalyse in der Organischen Chemie und schrieb darüber einige Standardwerke.
Ihm zu Ehren wird der Paul N. Rylander Award vergeben, den Rylander 1988 als erster erhielt.

## Schriften
- Herausgeber mit Harold Greenfield, Robert L. Augustine: Catalysis of Organic Reactions, Marcel Dekker 1988
- Catalytic hydrogenation in organic syntheses, Academic Press 1979
- Organic syntheses with noble metal catalysts, Academic Press 1973
- Hydrogenation Methods, Academic Press 1985
- Catalytic hydrogenation over platinum metals, Academic Press 1967